# Arcul de Triumf din Barcelona
Arcul de triumf din Barcelona (în catalană Arc de Triomf de Barcelona) a fost construit de arhitectul Josep Vilaseca i Casanovas (1848-1910), ca poartă de intrare principală pentru Expoziția Universală din Barcelona (Exposición Universal de Barcelona), din 1888, din parcul Ciutadella.
În prezent, construcția nu se mai găsește în acest parc, ci în imediata sa apropiere, între Passeig de Lluís Companys și  Passeig de Sant Joan, la capătul unei largi promenade, ce o leagă de parcul Ciutadella.
Corpul arcului de triumf, înalt de 30 m, este construit din cărămidă roșiatică, în stilul neomaur, în timp ce frizele sunt din piatră. Pe friza frontală se găsește sculptura denumită în catalană Barcelona rep les nacions (Barcelona urează bun venit națiunilor), realizată de Josep Reynés. Friza de pe partea opusă, intitulată Răsplata este o lucrare timpurie a sculptorului Josep Llimona.
Partea superioară a arcadei este decorată cu stema Barcelonei și cu stemele celor 49 de provincii ale Spaniei.
Pe latura din dreapta se găsesc alegoriile Industria, Agricultura și Comerțul, sculptate de Antoni Vilanova, iar în stânga alegoriile Științele și Artele, de Torquat Tasso. Patru sculpturi feminine, realizate de Manel Fuxà și Pere Carbonell întregesc ansamblul.
Spre deosebire de majoritatea arcelor de triumf, care celebrează victorii militare, acesta are un caracter civil, deoarece acesta celebrează progresul artistic, științific și economic.
Arcul de triumf din Barcelona a fost restaurat în 1989.

## Detalii

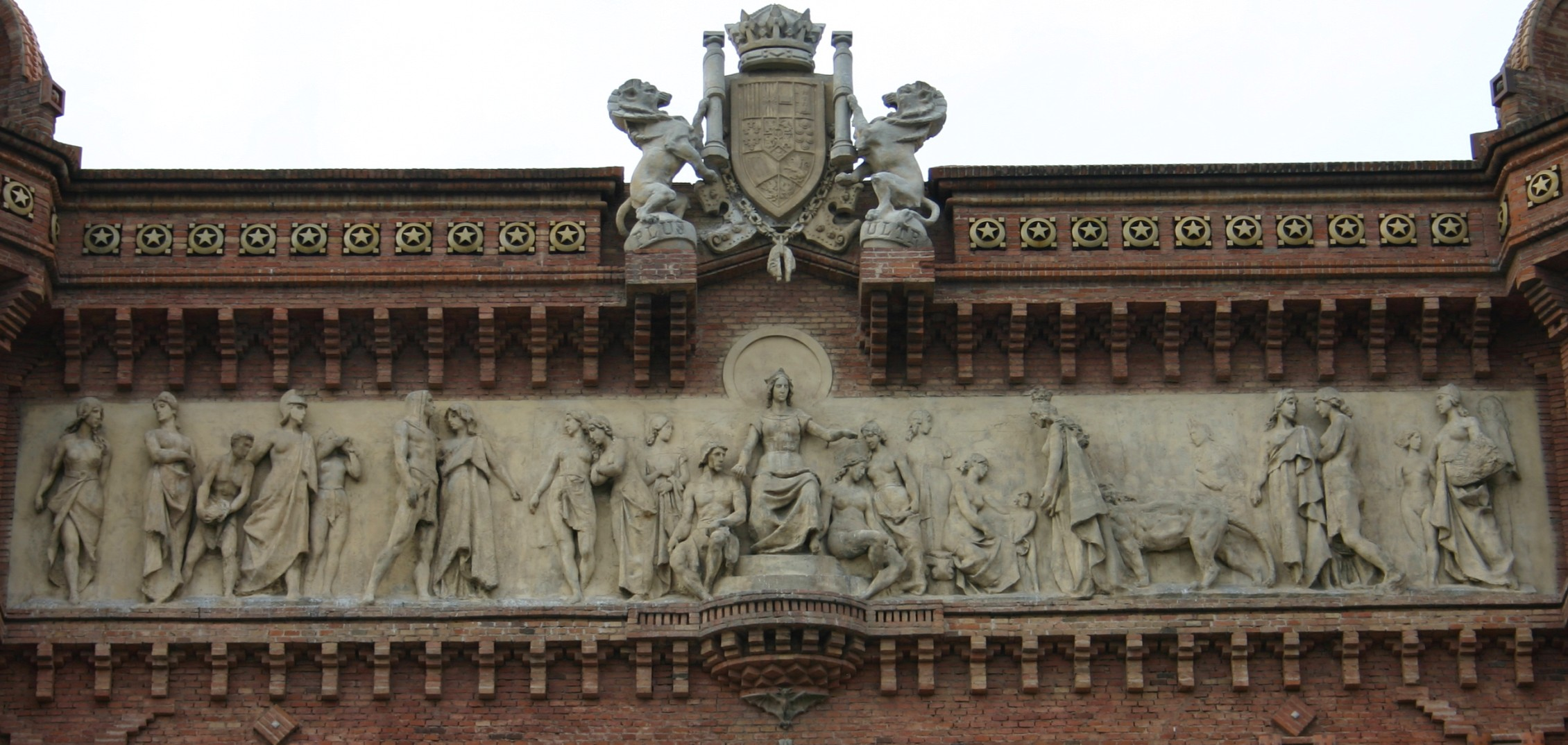
Josep Llimona
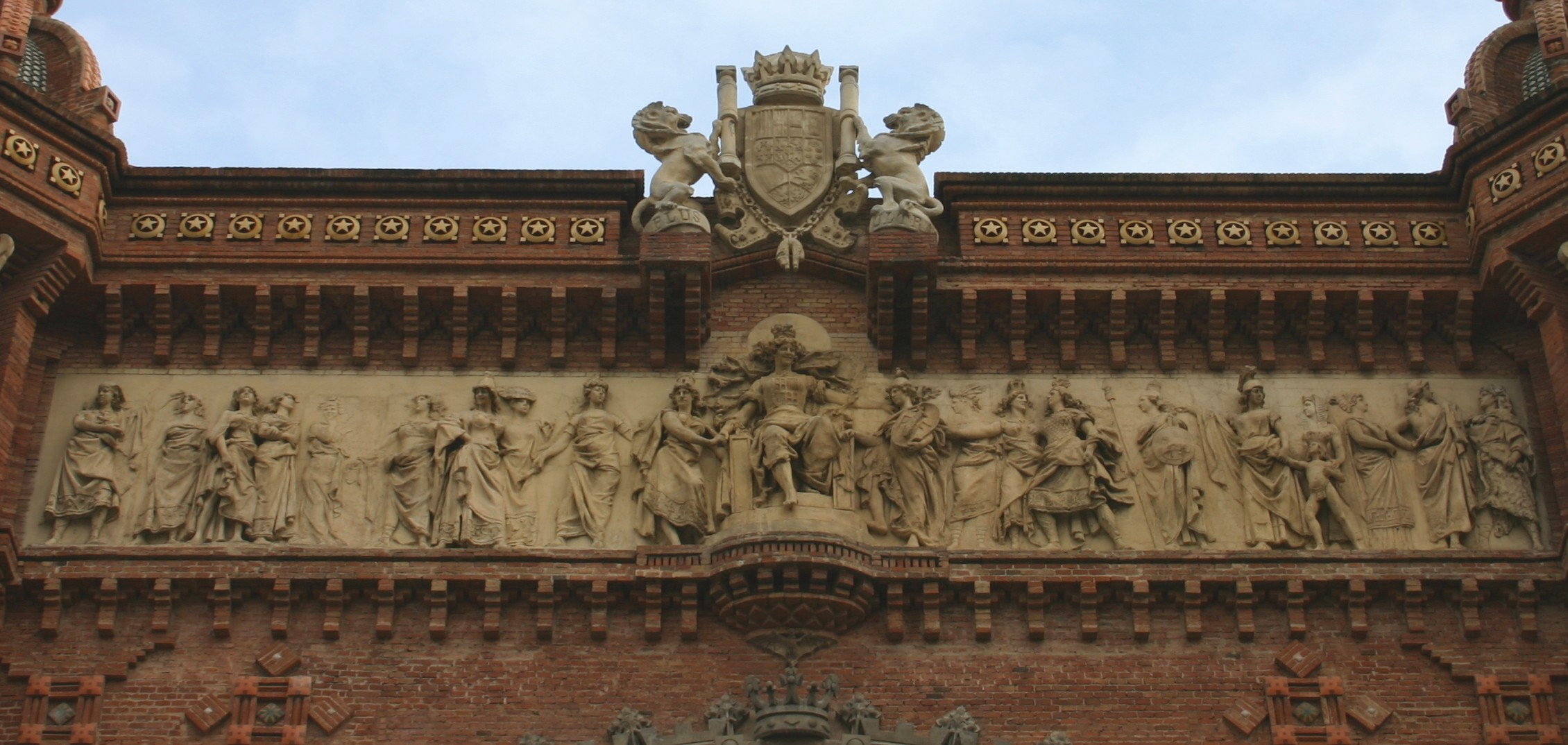
Josep Reynés
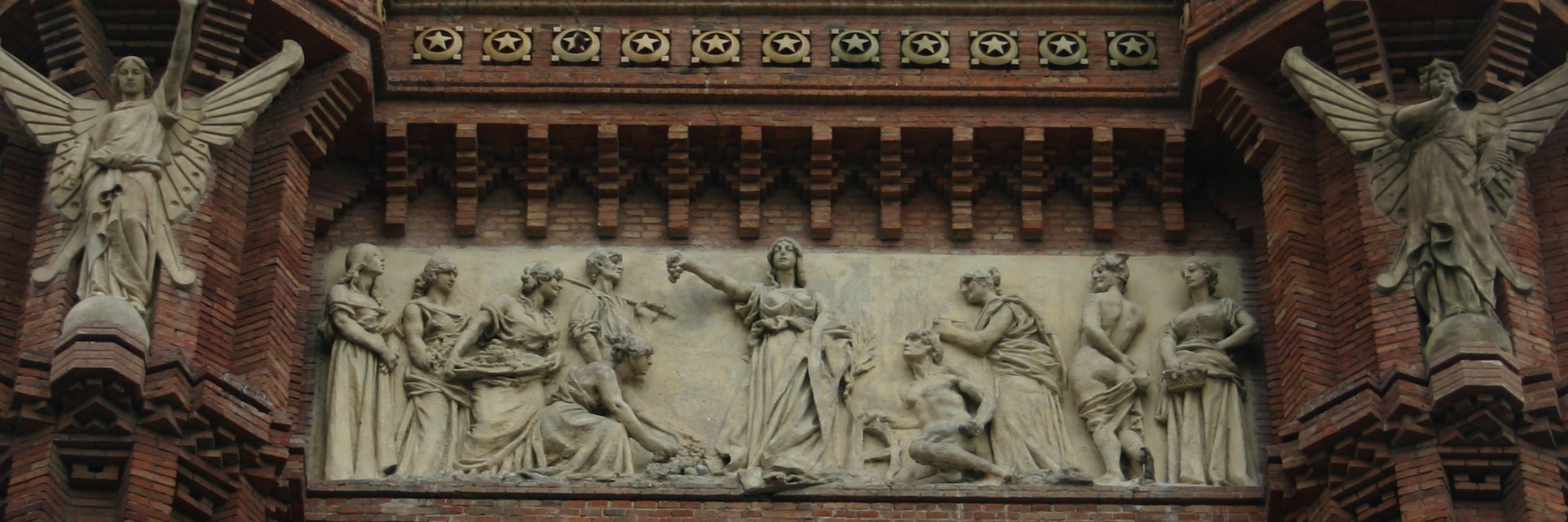
Antoni Vilanova
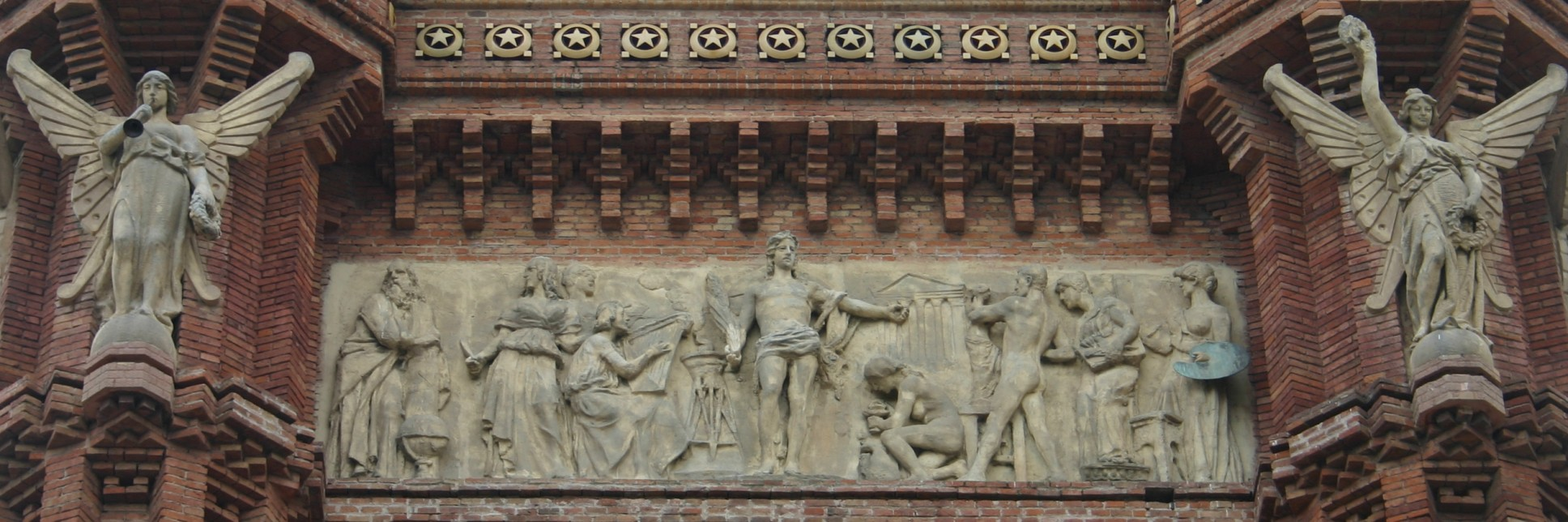
Torquat Tassó